# Vérité et Méthode
 (janvier 2021).
 (janvier 2021).
Si vous disposez d'ouvrages ou d'articles de référence ou si vous connaissez des sites web de qualité traitant du thème abordé ici, merci de compléter l'article en donnant les références utiles à sa vérifiabilité et en les liant à la section « Notes et références ».
Vérité et Méthode (Wahrheit und Method) est l'œuvre maîtresse du philosophe allemand Hans-Georg Gadamer. Publié en 1960, cet ouvrage est considéré comme une contribution majeure à l'herméneutique philosophique.

## Présentation générale
Vérité et méthode est la première oeuvre d'après guerre de Hans-georg Gadamer. Le livre est considéré comme une étape importante dans la réhabilitation de la philosophie allemande en période d'après-guerre.
Le titre tel que proposé par Gadamer aurait été Les grandes lignes d'une herméneutique philosophique. Le titre final fut modifié a la demande de l'éditeur, afin de ne pas effrayer le public.

### Problématique herméneutique
Gadamer énonce la question à laquelle il cherchera à répondre dans son livre : la question de l'herméneutique, c'est-à-dire de la manière dont la philosophie peut permettre d'interpréter une œuvre d'art. 
Ce problème se rattache à la question de la compréhension et celle de l'interprétation de ce qui est compris. Il considère que l'expérience de vérité ne peut pas être saisie si l'on se limite à la méthodologie des sciences, notamment des sciences de la nature. Il souligne que les sciences de l'esprit, notamment l'histoire, ne peuvent se soustraire à la tradition. La philosophie, de son côté, retrouve des vérités dans les textes classiques. L'expérience de l'art nous révèle une vérité dont l'approche esthétique (scientifique) ne peut rendre compte.

### Structure de l'ouvrage
Le livre est constitué de trois parties : « Dégagement de la question de la vérité. L'expérience de l'art » ; « Extension de la question de la vérité à la compréhension dans les sciences de l'esprit » ; « Tournant ontologique pris par l'herméneutique sous la conduite du langage »
Gadamer s'intéresse à la question de l'œuvre d'art, qu'il présente comme un moyen d'accès à la vérité. Il ne s'agit pas ici de la vérité objective des sciences exactes. Elle oblige le spectateur à repenser la façon dont il conçoit la vie. Il considère que la réflexion des sciences de l'esprit sur elle-même reste tributaire d'une idéalisation de l'approche des sciences de la nature. Cette réflexion reste prisonnière de la méthode inductive et de l'idéal de régularité qui y est rattachée. Pour lui, « la caractéristique générale de la formation est l'ouverture maintenue à l'altérité, à des perspectives autres et plus générales. »

### Formation et sens commun
Pour Gadamer, les sciences de l’esprit dans la réflexion sur elles-mêmes devraient renouer avec l’idée de sens commun qui était originellement davantage attachée à un sens pratique lié à la morale ou au social qu’à un sens théorique. Au sens premier, le jugement faisait référence à une faculté d’appréciation sensible qui saisit la singularité en la dotant notamment d’une valeur (bien/mal) et d’une évaluation de sa faisabilité.
Le jugement glisse à partir du 18e siècle vers un sens plus rationnel. Chez Emmanuel Kant, le sens premier du jugement est restreint au goût.

### Esthétique kantienne et jugement de goût
Au départ, le concept de « goût  », rattaché à un contexte historique et social, est une forme d’appréciation du singulier. Cette appréciation a une dimension de vérité. Le concept perdra cette dimension de connaissance avec Kant. Selon ce dernier, le jugement de goût n’a pas d’universalité empirique, mais, d’une manière apriorique, il vise l’universalité. Pour lui, ce jugement dépasse la subjectivité sans qu’il soit partagé par tous. Kant considère qu’il y a une validité du jugement de goût, mais pas vraiment une forme de connaissance.
Kant estime que la beauté libre (nature, ornements) correspondrait au jugement de goût qui est « pur », tandis que la beauté adhérente (poésie, arts plastiques, musique, « les êtres naturels […] dont ce n’est pas la beauté seule qui retient notre attention ») coïnciderait au jugement de goût qui est intellectualisé.

« C’est seulement de la forme humaine, et justement parce qu’elle est seule susceptible d’avoir une beauté fixée par un concept de but, qu’il y a un idéal de beauté. Cette doctrine […] parvient à une position clé dans la fondation kantienne de l’esthétique. Car c’est précisément cette thèse qui montre combien peu une esthétique formelle du goût (esthétique de l’arabesque) correspond à la pensée de Kant »

— Hans-Georg Gadamer, Vérité et méthode

« La richesse de sens, qui est celle de l'œuvre d'art, repose naturellement aussi sur le fait que celle-ci nous adresse la parole, qu'elle représente à l'homme lui-même en son existence, dont la destination est morale. Mais les produits de l’art n’existent que pour nous adresser la parole alors qu’il n’en est absolument pas de même des objets de la nature. Voilà précisément ce qui donne tout son poids à l’intérêt pour le beau dans la nature : il a pourtant le pouvoir de nous faire prendre conscience de notre destinée morale »

— Hans-Georg Gadamer, Vérité et méthode
Gadamer adhère à l’idée de Kant selon laquelle « il n’y a que l’œuvre d’art, dont le sens veuille qu’elle se définisse comme création du génie ». Selon Gadamer, pour Kant, « l’application de la faculté de juger au beau et au sublime de la nature a plus d’importance que la fondation de l’art. »

« Cette position privilégiée, dans le système, du concept de génie par rapport à celui de goût, ne correspond absolument pas à l’esthétique kantienne. Il reste que la requête essentielle de Kant — celle de parvenir à une fondation de l’esthétique qui soit autonome, libérée du critère du concept, celle de ne poser absolument pas dans le domaine de l’art la question de la vérité et de fonder au contraire le jugement esthétique sur l’a priori subjectif du sentiment de la vie (…) — allait au-devant de l’irrationalisme et du culte du génie qui ont été ceux du XIXe siècle »

— Hans-Georg Gadamer, Vérité et méthode